# 2º Reggimento "Granatieri di Sardegna"
Il 2º Reggimento "Granatieri di Sardegna" è un'unità militare dell'Esercito Italiano, in vita dal 1848 al 1943 e dal 1996 al 2002, e infine ricostituito il 
1 settembre 2022.

## Storia

### Le origini
Le origini del Reggimento risalgono al 14 ottobre 1848 con la costituzione della Brigata Guardie su tre Reggimenti: agli esistenti Reggimento Cacciatori e al Reggimento Granatieri (1°) venne aggiunto un secondo Reggimento Granatieri cui si aggiunse nel marzo 1850 un terzo Reggimento Granatieri che prese il nome di 3º Reggimento "Granatieri Guardie", formato da due Battaglioni di riserva, che ebbe vita breve essendo stato soppresso due mesi dopo a seguito dello scioglimento dei Battaglioni di riserva. Sempre nel 1850 la Brigata Guardie tornò ad essere articolata su due Reggimenti Granatieri prendendo il nome di Brigata Granatieri, con il Reggimento Cacciatori Guardie che venne staccato diventando autonomo con il nome di Cacciatori di Sardegna, che però venne sciolto definitivamente nel 1852 cedendo le sue dieci compagnie, cinque e cinque, nei due Reggimenti Granatieri che, da allora e per perpetuare il ricordo del disciolto Reggimento, presero il nome Reggimenti Granatieri di Sardegna e analogamente l’antica Brigata Granatieri prese il nome di Brigata Granatieri di Sardegna.

### Il Risorgimento
Il 2º Reggimento "Granatieri di Sardegna" prese parte alle guerre d’indipendenza, distinguendosi nel corso della prima guerra di indipendenza nelle battaglie di Pastrengo e Santa Lucia e nel corso della seconda guerra di indipendenza nella Battaglia di San Martino, nella presa di Perugia in cui il reggimento venne decorato di Medaglia d'argento al valor militare e il corpo sanitario del reggimento di Medaglia di bronzo al valor militare, e nella presa di Mola di Gaeta in cui venne decorato di Medaglia d'argento al valor militare.
Nel 1866, nel corso della Terza guerra di indipendenza, il 2º Reggimento "Granatieri di Sardegna", al comando del colonnello Federico Manassero di Costagliola prese parte alla Battaglia di Custoza. In particolare il 2º Reggimento "Granatieri di Sardegna" difese strenuamente le posizioni del Monte Croce, Che era stato teatro, già nella Prima guerra di indipendenza, di un feroce scontro del quale erano stati protagonisti proprio i Granatieri di Sardegna, e per il valore dimostrato nel corso della battaglia, il suo comandante venne decorato con la Medaglia d'oro al valor militare.

### Prima guerra mondiale
Nel corso della prima guerra mondiale tra gli episodi di valore particolare rilievo merita quello di Monte Cengio nel giugno 1916, per la difesa dell'altopiano di Asiago. Monte Cengio era diventato l'ultimo baluardo difensivo all'attacco austroungarico in quanto in caso di conquista nemica, l'Imperial regio Esercito avrebbe potuto raggiungere agevolmente la pianura veneta; nel corso del combattimento i Granatieri, dopo avere esaurito le munizioni, ingaggiarono un furioso corpo a corpo con i soldati dell'Esercito austro-ungarico che li spingevano sempre più verso il baratro; giunti sull'orlo dei precipizio, i granatieri si difesero fino all'ultimo a colpi di baionetta ed infine, avvinghiando le loro braccia intorno ai corpi degli assalitori, li trascinarono con loro nel precipizio. Da allora quel dirupo è soprannominato "Il salto del Granatiere" e per ricordare questo episodio il battaglione che nel 1976 ereditò la bandiera di guerra del Reggimento prese il nome di 2º Battaglione granatieri "Cengio".
Al loro sacrificio, nell'area commemorativa sul Monte Cengio è stata dedicata una scultura, costituita di pezzi di granate esplose raffigurante un Granatiere ed eseguita dall'artista Cogollese Giocondo Zordan ed eretta nel 1975 dal Gruppo Alpini di Cogollo del Cengio per onorare gli eroici caduti durante l'offensiva austriaca del 1916.

### Tra le due guerre mondiali
Con l'ordinamento del Regio Esercito del 1926, che prevedeva la costituzione di brigate ternarie il 2º Reggimento "Granatieri di Sardegna" venne assegnato, insieme al 1º Reggimento "Granatieri di Sardegna" e al ricostituito 3º Reggimento "Granatieri Guardie", alla XXI Brigata di fanteria.
Nell'autunno 1939 quando vennero costituite le Divisioni articolate su due reggimenti di fanteria,  su due reggimenti di fanteria, il 2º Reggimento "Granatieri di Sardegna" venne assegnato, insieme al 1º Reggimento "Granatieri di Sardegna" e al 13º Reggimento artiglieria, alla 21ª Divisione fanteria "Granatieri di Sardegna", mentre il 3º Reggimento "Granatieri Guardie" venne staccato da essa, restando dislocato in Albania alla cui invasione aveva preso parte e sarebbe stato poi impiegato durante la seconda guerra mondiale sul fronte greco-albanese.

### Seconda guerra mondiale
All'entrata in guerra dell'Italia nel secondo conflitto mondiale la 21ª Divisione fanteria "Granatieri di Sardegna" venne trasferita sul fronte occidentale inquadrata nella 7ª Armata con compiti di riserva, stabilendo la sede del Comando a Subbio nell'astigiano, ma non venne impiegata nelle operazioni contro la Francia a causa del rapido concludersi delle operazioni con l'armistizio di Villa Incisa.
L'8 maggio 1941, in seguito all'invasione della Jugoslavia da parte delle truppe dell'Asse la Grande Unità venne trasferita in Slovenia nella zona di Lubiana-Kočevje con il compito di presidiarne parte del territorio.
Nel mese di settembre 1942, la Divisione venne trasferita in Croazia, per iniziare nella seconda metà di novembre il rimpatrio, prendendo sede a Roma.
Alla data dell'8 settembre 1943 la Divisione faceva parte del Corpo d'Armata Motocorazzato adibito alla difesa della capitale ed era schierata nella zona sud di Roma a presidio dei capisaldi predisposti in corrispondenza delle vie di accesso alla Capitale, lungo un semicerchio dell'estensione di circa trenta chilometri, dalla Via Boccea alla Via Collatina e in seguito alla proclamazione dell'armistizio tutti i reparti della Divisione presero parte agli scontri del 9 e 10 settembre a sud di Roma contro i tedeschi a cavallo della Via Ostiense subendo notevoli perdite.
Il 10 settembre 1943 la Divisione "Granatieri di Sardegna" venne sciolta e con essa anche il 2º Reggimento "Granatieri", ma i Quadri effettivi del Reggimento continuarono a prestare la loro opera al fianco degli Alleati nella Guerra di Liberazione, dando vita al III Battaglione dell'88º Reggimento fanteria "Friuli", inquadrato nel Gruppo di Combattimento "Friuli" ed in tale ambito presero parte alla campagna che avrebbe portato alla liberazione di Riolo Terme, Castello dei conti ed alla battaglia del Lento.
Nel dopoguerra il Reggimento non venne ricostituito e l'8 maggio 1966 le decorazioni al Valor Militare delle Bandiere di Guerra del 2º e del 3º Reggimento Granatieri vennero appuntate al drappo del 1º Reggimento "Granatieri di Sardegna", l’unico ricostituito nel 1946, per riassumere nei simboli l'essenza unitaria dei tre secoli di tradizioni militari comuni dei Granatieri.

### La storia recente
Nel 1976 in seguito alla profonda riforma dell'Esercito Italiano del 1975, che tra le altre cose aboliva il livello reggimentale, il 1º Reggimento "Granatieri di Sardegna" venne sciolto e vennero costituiti tre Battaglioni autonomi: il 1º Battaglione "Assietta", il 2º Battaglione "Cengio" ed il 3º Battaglione "Guardie", inquadrati nella nuova Brigata meccanizzata "Granatieri di Sardegna" ai quali venne affidata la custodia delle Bandiere di Guerra rispettivamente del 1° del 2° e del 3º Reggimento Granatieri.
Con il ripristino del livello reggimentale nell'Esercito Italiano, nell’ottobre del 1992 vennero ricostituiti i tre Reggimenti Granatieri. Il 2º Reggimento Granatieri, il 1º luglio 1996, venne trasferito a Spoleto presso la Caserma "Garibaldi".
Il 29 ottobre 2002 il 2º Reggimento Granatieri venne soppresso e la Bandiera di Guerra fu concessa in custodia presso l’ufficio del Comandante della Brigata "Granatieri di Sardegna", dal 2017 affidata al comando del ricostituito 2º Battaglione Granatieri "Cengio". Il 1º settembre 2022 il 2º Reggimento "Granatieri di Sardegna" viene ricostituito nella sede di Spoleto.

## Onorificenze

### Decorazioni alla Bandiera di Guerra
Nella loro storia il 2º Reggimento "Granatieri di Sardegna" e il 2º Battaglione Granatieri "Cengio" hanno meritato le seguenti onorificenze alla Bandiera di guerra:
(all'Arma di Fanteria del Regio Esercito e per duplicazione a tutti i Reggimenti combattenti)»
— Roma, regio decreto 5 giugno 1920

### Individuali
- Colonnello Federico Manassero di Costagliola - Custonza, 24 giugno 1866
- Luogotenente Colonnello Vincenzo Statella - Custoza, 24 giugno 1866
- Sottotenente Mario Perrini - Gorizia, 29 marzo 1916
- Tenente Colonnello Ugo Bignami - Tresché - Cesuna - Quota 1152, 28 maggio 1916 e 3 giugno 1916
- Granatiere Alfonso Samoggia - Quota 1152 - Cesuna, 31 maggio-3 giugno 1916
- Sottotenente Teodoro Capocci - Quota 1152 - Cesuna, 31 maggio-3 giugno 1916
- Tenente Vincenzo Rocco - Altopiano Carsico, 24 maggio 1917
- Colonnello Emidio Spinucci - Carso - Piave, 28-30 ottobre 1917

## Stemma
Scudo Inquartato. Il primo controinquartato; a) d'argento alla croce di oro potenziata, accantonata da quattro crocette, dello stesso (Gerusalemme); b) fasciato d'argento e d'azzurro di dieci pezzi, e caricato da un leone attraversante di rosso, armato, lampassato e coronato d'oro (Lusignano); c) d'oro, al leone di rosso armato e coronato d'argento, lampassato d'azzurro (Armenia); d) d'argento, al leone di rosso, con la coda bifida, decussata e ridecussata (Lussemburgo). Il secondo partito ed innestato: a) di rosso al puledro allegro spaventato e rivoltato, d'argento (Westfalia); b) fasciato d'oro e di nero di dieci pezzi caricato da un crancelino di verde fruttato di rosso attraversante sul tutto (Sassonia); c) innesto d'argento a tre puntali di guaina di spada, di rosso (2-1) (Angria). Il terzo partito: a) d'argento seminato di plinti neri, al leone di nero attraversante armato e lampassato di rosso (Chiablese); b) di nero, al leone d'argento, armato e lampassato di rosso (Aosta). Il quarto controinquartato: a) di rosso alla croce d'argento con un lambello d'azzurro a tre pendenti (Piemonte); b) d'argento al capo di rosso (Monferrato); c) scaccato d'oro e d'azzurro (5, 4) (Genevese); d) d'argento al capo d'azzurro (Saluzzo). Il tutto innestato in punta d'argento all'aquila di rosso, coronata dello stesso dal volo abbassato sopra un monte di tre vette, uscente da un mare d'azzurro (Nizza). Sul punto d'onore, uno scudetto d'argento alla croce di rosso, accantonata da quattro teste di moro, attortigliate del campo (Sardegna). In cuore uno scudetto ancile d'oro caricato da un'aquila di nero, rostrata di rosso (Moriana).
Corona turrita.
Ornamenti esteriori:
lista bifida: d'oro, svolazzante, collocata sotto la punta dello scudo, incurvata con la concavità rivolta verso l'alto, riportante il motto: "A ME LE GUARDIE!"
onorificenza: accollata alla punta dello scudo con l'insegna dell'Ordine Militare d'Italia pendente al centro del nastro con i colori della stessa.
nastri rappresentativi delle ricompense al Valore:

## Insegne e Simboli
- Il Reggimento indossa il fregio dei Granatieri (composto da una bomba con una fiamma dritta). Al centro nel tondino è riportato il numero "2".
- Sul colletto i Granatieri non indossano le mostrine come le altre specialità dell'Esercito bensì gli Alamari. Alla base degli stessi si trova la stella argentata a 5 punte bordata di nero, simbolo delle forze armate italiane.

## Motto del Reggimento
Il motto dei Granatieri «A me le guardie!» deriva dal grido lanciato da Vittorio Emanuele, Duca di Savoia, «A me le guardie per l'onore di casa Savoia!», comandante del Reggimento Granatieri-Guardie, ai granatieri, che si lanciarono in un corpo a corpo contro gli austriaci a Goito il 30 maggio 1848 (prima guerra d'indipendenza): in quella circostanza essi decisero le sorti del combattimento. Il motto venne ridotto, dopo la proclamazione della Repubblica, all'attuale motto: "A me le guardie!"

## Festa del reggimento
18 aprile: anniversario della fondazione (anno 1659, la più antica specialità dell'esercito)
18 febbraio: festa del Duca di San Pietro (tutti gli anni una cerimonia solenne in uniformi storiche nella basilica di Santa Maria degli Angeli in Roma, a ricordo del fondatore don Bernardino Genovese)
Ogni anno a febbraio il Reggimento partecipa alla solenne messa in armi in memoria di Alberto Genovese, Duca di San Pietro, nella Basilica di Santa Maria degli Angeli a Roma. È l'evento di maggiore importanza per il Reggimento e si svolge in maniera molto formale e sentita. Lo spettacolo è molto suggestivo, infatti, i Granatieri indossano l'uniforme storica con fucili e colbacco e sfilano per le vie di Roma marciando a tempo della musica reggimentale.

## Persone legate al Reggimento
- Giuseppe Sinigaglia
- Siro Persichelli
- Teodoro Capocci
- Tommaso Latini
- Luigi Nelson Pirzio Biroli
- Gioacchino Solinas